# El que fem a les ombres (sèrie de televisió)
El que fem a les ombres (anomenada originalment What We do in the Shadows) és una sèrie de televisió de comèdia de terror estatunidenca, basada en la pel·lícula de 2014 homònima. Es va estrenar el 27 de març de 2019 en FX i el 7 de maig de 2019 va ser renovada per a una segona temporada a estrenar-se el 15 d'abril de 2020. El 22 de maig de 2020, la sèrie va ser renovada per a una tercera temporada, estrenada el 2 de setembre de 2021.
L'agost de 2021, la sèrie va ser renovada per a una quarta temporada, estrenada el 12 de juliol de 2022. El juny de 2022, va ser renovada per a una cinquena i sisena temporada.
La cinquena temporada va ser estrenada el 13 de juliol de 2023.

## Sinopsi
El que fem a les ombres segueix a «quatre vampirs que han estat companys de pis durant centenars i centenars d'anys».

## Elenc

### Principals
- Kayvan Novak com Nandor
- Matt Berry com Laszlo Cravensworth
- Natasia Demetriou com Nadja
- Harvey Guillén com Guillermo De La Cruz
- Mark Proksch com Colin Robinson

### Recurrents
- Doug Jones com el Baró Afanas
- Beanie Feldstein com Jenna
- Jake McDorman com Jeff Suckler

### Invitats
- Mark Hamill com Jim el Vampir
- Mary Gillis com June
- Hayden Szeto com Jonathan
- Gloria Laino
- Marceline Hugot com Barbara Lazarro
- Richie Moriarty com Doug Peterson
- Veronika Slowikowska com Shanice
- Anthony Atamanuik com Sean
- Vanessa Bayer com Evie Russell
- Arj Barker com Arjan
- Hannan Younis com Ange
- Bobby Wilson com Marcus
- Ro Manning com Dougie
- Justin Bigelli com Toby
- Nick Kroll com Simon
- Kristen Schaal
- Titlla Swinton com Tilda
- Evan Rachel Wood com Evan
- Danny Trejo com Danny

## Episodis
| Temporada | Episodis | Emissió original      | Emissió original      |
| Temporada | Episodis | Primera emissió       | Última emissió        |
| --------- | -------- | --------------------- | --------------------- |
| 1         | 10       | 27 de març de 2019    | 22 de maig de 2019    |
| 2         | 10       | 15 d'abril de 2020    | 10 de juny de 2020    |
| 3         | 10       | 2 de setembre de 2021 | 28 d'octubre de 2021  |
| 4         | 10       | 12 de juliol de 2022  | 6 de setembre de 2022 |
| 5         | 10       | 13 de juliol de 2023  | 7 de setembre de 2023 |

## Producció

### Desenvolupament
El 22 de gener de 2018, es va anunciar que FX havia donat a la producció una comanda pilot. La sèrie va ser programada per a ser escrita per Jemaine Clement i dirigida per Taika Waititi els qui també s'espera que siguin productors executius al costat de Scott Rudin, Paul Simms, Garrett Basch, i Eli Bush. El 3 de maig de 2018, es va anunciar que FX va ordenar la sèrie per a una primera temporada que constava de deu episodis que s'estrenarien en 2019. El 4 de febrer de 2019, es va anunciar durant la gira anual de premsa d'hivern de Television Critics Association que la sèrie s'estrenaria el 27 de març de 2019. El 7 de maig de 2019, es va anunciar que la sèrie va ser renovada per a una segona temporada. El 9 de gener de 2020, es va anunciar que la segona temporada s'estrenaria el 15 d'abril de 2020. El 22 de maig de 2020, es va anunciar que la sèrie va ser renovada per a una tercera temporada, que es va estrenar el 2 de setembre de 2021.
L'agost de 2021, abans de l'estrena de la tercera, va ser renovada per a una quarta temporada. Poc després de l'anunci, es va donar a conèixer que Scott Rudin deixaria de ser productor executiu de la sèrie. Abans de l'estrena de la quarta temporada, FX va renovar la sèrie per a una cinquena i sisena temporada.

### Càsting
El 22 de gener de 2018, es va anunciar que Kayvan Novak, Matt Berry, Natasia Demetriou, i Harvey Guillen protagonitzarien la sèrie. El 7 de febrer de 2018, es va anunciar que Doug Jones, Beanie Feldstein, Jake McDorman, Mark Proksch, i Hayden Szeto van ser triats com a recurrents. El 9 de gener de 2020, es va anunciar que Mark Hamill va ser triat en un rol de convidat, mentre que Beanie Feldstein no tornaria.

### Rodatge
El rodatge de la sèrie va tenir lloc del 22 d'octubre al 18 de desembre de 2018 a Toronto, Ontario, Canadà.

## Llançament

### Distribució
A Espanya, es va estrenar el 28 de març de 2019 a HBO Espanya.

### Crítiques
| Temporada | Resposta crítica    | Resposta crítica  |
| Temporada | Rotten Tomatoes     | Metacritic        |
| --------- | ------------------- | ----------------- |
| 1         | 93% (42 ressenyes)  | 79 (40 ressenyes) |
| 2         | 100% (27 ressenyes) | 78 (10 ressenyes) |
| 3         | 100% (20 ressenyes) | 98 (10 ressenyes) |

A Rotten Tomatoes, la primera temporada té un índex d'aprovació del 93%, basat en 42 ressenyes, amb una qualificació mitjana de 7.67/10. El consens crític del lloc diu, «Deliciosament absurd i ridículament divertit, El que fem a les ombres expandeix la tradició vampírica de la pel·lícula i troba una nova perspectiva en el seu encantador i forassenyat elenc per a crear una sèrie documental que val la pena enfonsar les dents». A Metacritic, té una puntuació mitjana de 79 sobre 100, basat en 40 ressenyes, la qual cosa indica una «crítiques generalment favorables».
A Rotten Tomatoes, la segona temporada té un índex d'aprovació del 100%, basat en 27 ressenyes, amb una qualificació mitjana de 8.45/10. El consens crític del lloc diu, «Ratpenat! El que fem a les ombres no perd força en una segona temporada que expandeix sàviament els seus horitzons sobrenaturals mentre duplica la diversió de volar de pressa». A Metacritic, té una puntuació mitjana de 78 sobre 100, basat en 10 ressenyes, el que indica una «ressenyes generalment favorables».
Igual que les seves temporades anteriors, la tercera va rebre una resposta positiva de la crítica. En el lloc web de l'agregador de ressenyes Rotten Tomatoes, la temporada té un índex d'aprovació del 100%, basant-se en 20 ressenyes amb una qualificació mitjana de 9,30/10. El consens de la crítica diu: «Portada en volades per la increïble química del seu elenc i el guió més fort de la sèrie fins ara, la tercera temporada de El que fem a les ombres és aterridorament bona». En Metacritic, té una puntuació mitjana ponderada de 98 sobre 100 basada en 10 ressenyes, la qual cosa indica «aclamació universal».